# アングラパ川
アングラパ川（アングラパがわ、ロシア語: Анграпа, ラテン文字表記: Angrapa; ポーランド語: Węgorapa; ドイツ語: アンゲラップ川、Angerapp）はポーランド北東部のヴァルミア・マズールィ県からロシアの飛び地であるカリーニングラード州へ流れる河川で、バルト海に注ぐプレゴリャ川（プレーゲル川）の支流である。流域はかつての東プロイセンに相当する。
ポーランド北東部の湖水地方・マズールィ（Mazury, ドイツ語: Masuren; 英語: Masuria）に発する。ヴェンゴジェヴォ（Węgorzewo; ドイツ語: アンガーブルク Angerburg）付近でマムルィ湖を出て北東方向に蛇行しながら流れてロシア領内へ入り、北西へ向きを変えてカリーニングラード州中部のチェルニャホフスク（Черняхо́вск; ドイツ語: インステルブルク Insterburg）でインストルチ川（Инструч; ドイツ語: インステル川 Inster）と合流してプレゴリャ川となる。主な支流には、ポーランドを出る直前で合流するGołdapa川（ドイツ語名: Goldap）がある。
長さは172kmで、うち120kmはロシア領内を流れる。流域面積は3,639平方km。ロシア語名の「アングラパ」はドイツ語名の「アンゲラップ」に由来し、「アンゲラップ」は古プルーセン語の「anguris」（うなぎ）と「apis」（川）から来ている。
アングラパ川沿いの主要な都市は、合流点のチェルニャホフスクや源流付近のヴェンゴジェヴォのほかに、カリーニングラード州内のオジョールスク（Озёрск; ドイツ語: 1937年まではダルケーメン Darkehmen、以後はアンゲラップ Angerappに改名; ポーランド語: Darkiejmy; リトアニア語: Darkiemis）などがある。マス類の養殖が盛んで、かつてヴェンゴジェヴォにはヨーロッパ有数の養殖場があった。オジョールスク付近には水力発電所がある。